# Polyipnus paxtoni
Polyipnus paxtoni is een straalvinnige vissensoort uit de familie van diepzeebijlvissen (Sternoptychidae). De wetenschappelijke naam van de soort is voor het eerst geldig gepubliceerd in 1989 door Harold.